# Carl Alfred Pedersen
Carl Alfred Pedersen (Oslo, 5 de maig de 1882 – Oslo, 25 de juny de 1960) va ser un gimnasta i atleta noruec que va competir durant els primers anys del segle xx. En el seu palmarès destaquen tres medalles del programa de gimnàstica, sempre en competicions per equip com a membre de l'equip noruec.
El 1906 va prendre part en els Jocs Intercalats d'Atenes, en què guanyà la medalla d'or en la prova per equips del programa de gimnàstica. Aquest mateix any disputà la prova del triple salt, en què acabà en vuitena posició. Dos anys més tard, als Jocs Olímpics de Londres, va guanyar la medalla de plata en la prova del concurs complet per equips.
Als Jocs d'Estocolm de 1912, guanyà una nova medalla de bronze en el concurs per equips, sistema suec del programa de gimnàstica.
D'entre els nombrosos campionats nacionals d'atletisme que guanyà, destaquen tres edicions del de salt d'alçada (1904, 1905 i 1907), dos llançament de disc (1905 i 1910) i un de salt de llargada (1905).